# Tam Phước, Long Điền
Tam Phước là một xã thuộc huyện Long Điền, tỉnh Bà Rịa – Vũng Tàu, Việt Nam.

## Địa lý
Xã Tam Phước nằm ở phía đông huyện Long Điền, có vị trí địa lý:
- Phía đông giáp huyện Đất Đỏ
- Phía tây giáp xã An Ngãi
- Phía nam giáp xã Phước Hưng và huyện Đất Đỏ
- Phía bắc giáp các xã An Ngãi và An Nhứt.

Xã có diện tích 14,01 km², dân số năm 1999 là 4.873 người, mật độ dân số đạt 348 người/km².

## Hành chính
Xã Tam Phước được chia thành 5 ấp: Phước Bình, Phước Hưng (trung tâm hành chính xã), Phước Lăng, Phước Nghĩa và Phước Trinh.

## Lịch sử
Xã Tam Phước được thành lập vào ngày 23 tháng 7 năm 1999 trên cơ sở 1.400,91 ha diện tích tự nhiên và 4.453 người của xã Tam An cũ. Khi mới thành lập, xã thuộc huyện Long Đất.
Ngày 9 tháng 12 năm 2003, huyện Long Đất được chia thành hai huyện Long Điền và Đất Đỏ, xã Tam Phước thuộc huyện Long Điền như hiện nay.